# جوش غاد
جوش غاد (بالإنجليزية: Josh Gad)‏ مواليد 23 فبراير 1981 في هوليوود، كاليفورنيا، فلوريدا، الولايات المتحدة، هو ممثل أمريكي بدأ مسيرته الفنية عام 2002.

## الأعمال

### أفلام
- 21 (فيلم)
- مرمادوك (فيلم)
- التدريب العملي
- جوبز (فيلم)
- ملكة الثلج - أولاف
- مارشال

## وصلات خارجية
- جوش غاد على موقع IMDb (الإنجليزية)
- جوش غاد على موقع روتن توميتوز (الإنجليزية)
- جوش غاد على موقع ألو سيني (الفرنسية)
- جوش غاد على موقع ميوزك برينز (الإنجليزية)
- جوش غاد على موقع تيرنر كلاسيك موفيز (الإنجليزية)
- جوش غاد على موقع أول موفي (الإنجليزية)
- جوش غاد على موقع بوكس أوفيس موجو (الإنجليزية)
- جوش غاد على موقع قاعدة بيانات برودواي على الإنترنت (الإنجليزية)
- جوش غاد على موقع قاعدة بيانات الأفلام السويدية (السويدية)
- جوش غاد على موقع قاعدة بيانات الفيلم (الإنجليزية)